# František Doucha
František Doucha ou François Doucha est un traducteur et essayiste tchèque né à Prague le 31 août 1810 et mort dans la même ville le 3 novembre 1884.

## Biographie
Il doit renoncer à la prêtrise et devient l'un des traducteurs les plus actifs de son siècle : son nom est associé à la traduction des œuvres de Shakespeare en tchèque.

## Œuvres

### Traductions

#### Œuvres de Shakespeare
- Roméo et Juliette (1847)
- Richard III (1855)
- Jules César (1859)
- Les Deux Gentilshommes de Vérone (1862)
- Richard II (1862)
- Le Songe d'une nuit d'été (1866)
- Le Roi Jean (1866)
- La Nuit des rois (1869)
- Roméo et Juliette (1872)
- Coriolan

#### Autres
- Divine Comédie, Dante Alighieri.
- Histoire de la vie et les voyages de Christophe Colomb, Washington Irving.

### Essais
- Dictionnaire bibliographique de la Tchécoslovaquie dans les années 1774-1864[3].
- Histoire de l’Église catholique pour les gymnases (1849).

### Liens vers les autres projets
- František Doucha sur Wikimedia Commons